# 장 모네 (클로드 모네의 아들)
장 모네(Jean Monet, 1867년 8월 8일~1914년 2월 10일)는 프랑스의 인상파 화가 클로드 모네와 아내 카미유 동시외 모네의 장남이자 미셸 모네의 형이다. 아버지 클로드 모네는 장 모네를 모델로 여러 점의 그림을 남겼으며, 이복누이인 블랑슈 오슈데와 결혼하였다.

## 생애

### 어린 시절
1867년 8월 8일 카미유 동시외와 클로드 모네의 아들로 태어났다. 그해 여름 클로드 모네는 르아브르 교외의 생타드레스에 있는 아버지의 자택에 머무르고 있었다. 모네는 아들이 태어나는 것을 보기 위해 파리로 갔다가 8월 12일에 생타드레스로 돌아왔다.
모네가 처음으로 아들을 그린 초상화는 4개월이 되었을 때 그렸던 〈요람에 누워 있는 장 모네〉였다. 이 그림에서 장 모네의 곁에 있는 여인은 어머니 카미유가 아니라 카미유 피사로의 애인인 쥘리 벨레 (Julie Vellay)였다.  이 점에 대해《모네와 그의 뮤즈: 화가의 삶 속의 카미유 모네》(Monet and his Muse: Camile Monet in the Artist's Life)의 저자인 메리 매튜스 게도는 다음과 같이 해설하고 있다.
장의 곁에 있는 여인을 어머니가 아닌 다른 사람으로 둔 것은 이후의 모네가 카미유를 '어머니가 아닌' 존재로 묘사하려는 고집과 완전히 일치한다. 어머니와 아들이 같은 공간에 함께 등장하는 모습을 볼 수 있는 것은 모네의 아르장퇴유 시절 작품인 〈점심식사〉가 유일하다.
1868년 채권자들을 피해 더 저렴한 집을 찾아 파리를 떠난 세 사람은 베네쿠르 근처의 작고 아름다운 마을인 글로통 (Gloton)으로 이사했다. 그러나 이곳에서도 집세를 마련할 기미가 없어 쫓겨났다. 카미유와 장은 시골에 있는 누군가와 함께 지낼 수 있었고, 모네는 살길을 찾기 위해 돈벌이에 매진했다. 그러나 치료비가 없어 장 모네가 중병에 걸리는 불운을 겪었다.
이러한 어려운 시기를 보내고 클로드 모네는 르아브르에 머물던 아내와 아들을 위한 집세를 마련할 수 있었다. 1870년 6월 28일에는 클로드 모네와 카미유 동시외가 정식으로 결혼식을 올렸다.
같은해 보불전쟁이 터지자 모네 가족은 프랑스를 떠나 영국 런던으로 피난을 갔다. 프랑스로 복귀한 1872년 여름, 클로드 모네는 파리 근처 아르장퇴유의 임대 주택에 머물렀고, 당시 다섯 살이었던 장 모네가 목마를 타는 모습을 그림으로 남겼다. 클로드 모네는 이 그림을 평생 공개하지 않고 개인적으로 소장해 두었다.

### 성인 시절
장 모네는 이후 스위스에서 화학을 전공하였다. 1897년에는 화가이자 이복누나인 블랑슈 오슈데와 결혼하였으며 루앙으로 이사를 갔다. 이곳에서 장 모네는 삼촌 레옹 모네(Léon Monet)의 회사에서 화학자로 일했다.
이후 보몽르로제르로 다시 이사하여 1913년까지 머물렀다. 두 사람은 주말이면 아버지 클로드 모네가 사는 지베르니를 방문하곤 했다. 한동안 병을 앓던 장은 1914년 2월 10일 46세의 나이로 사망했다.

## 그림 속 등장
아버지 클로드 모네가 아들을 모델로 그린 그림은 다음과 같다.
- 〈요람 속의 장 모네〉[2]
- 〈잠자는 장 모네〉(1867년~1868년)[9]
- 〈컵을 지닌 아이: 장 모네의 초상화〉(1868년)[9]
- 〈점심 식사〉(1868-1869년)[9]
- 〈폼폼 달린 모자를 쓴 장 모네의 초상화〉(1870년)[4]
- 〈놀이용 말을 탄 장 모네〉(1872년)[5]
- 〈아르장퇴유 정원의 카미유와 장 모네〉(1873년)[10]
- 〈정원에서 장과 그 간호사와 함께 있는 카미유〉(1873년)[10]
- 〈화가의 집에 있는 장〉(1875년)
- 〈파라솔을 든 여인 - 모네 부인과 그 아들〉(1875년)
- 〈장 모네〉(1880년)[10]

### 클로드 모네의 그림

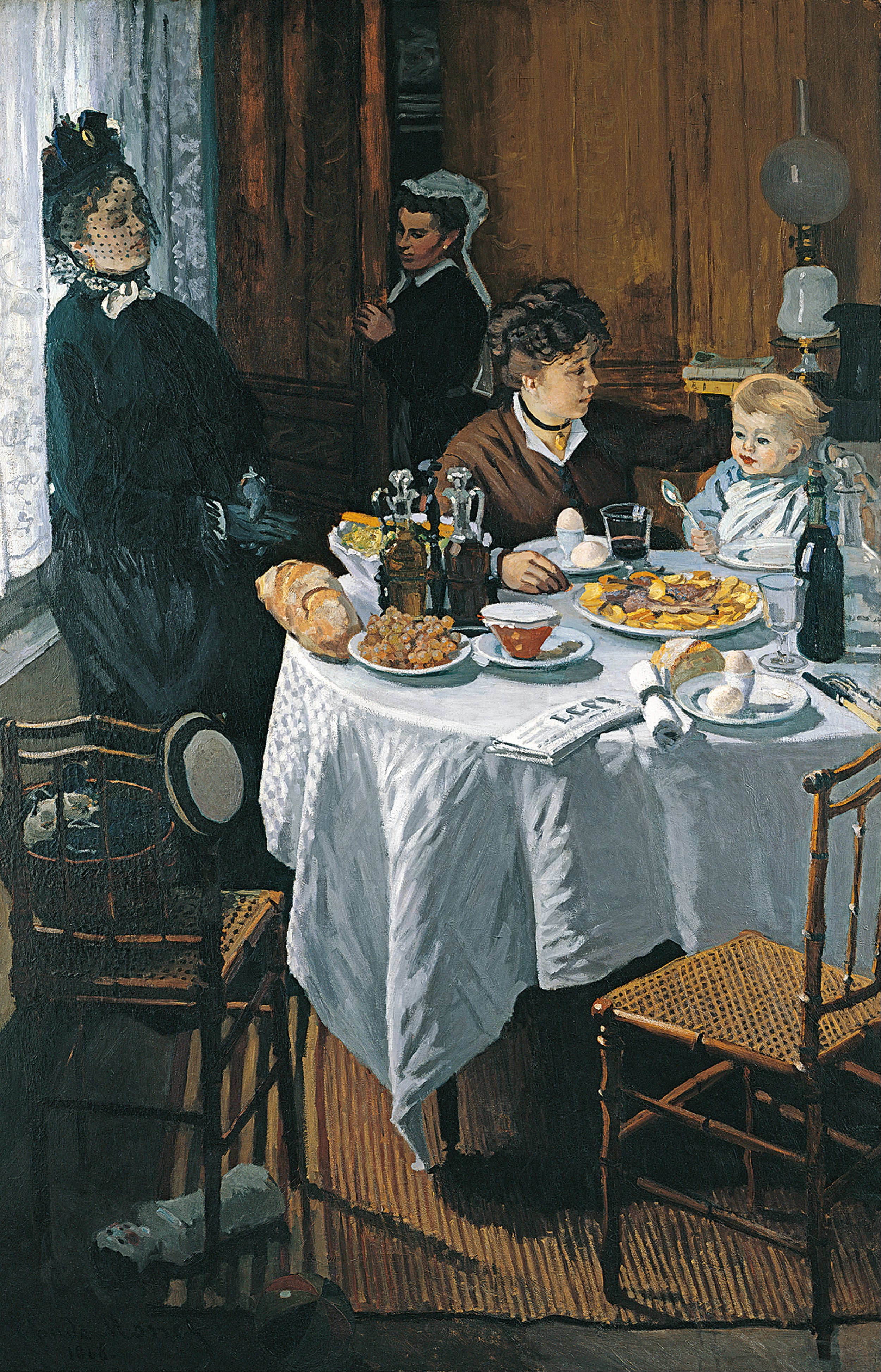
〈점심 식사〉
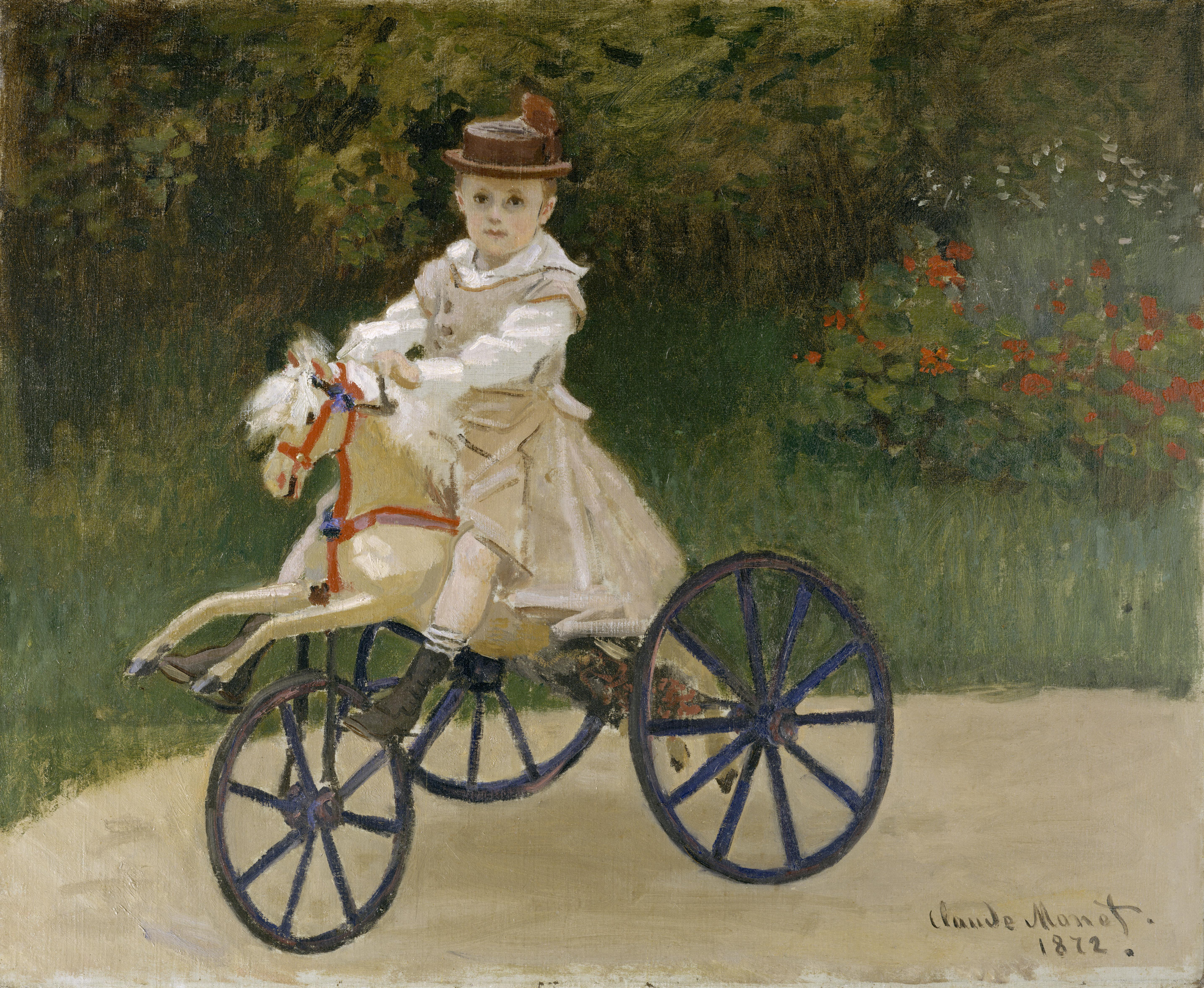
〈놀이용 말을 탄 장 모네〉(1872년), 메트로폴리탄 미술관 소장
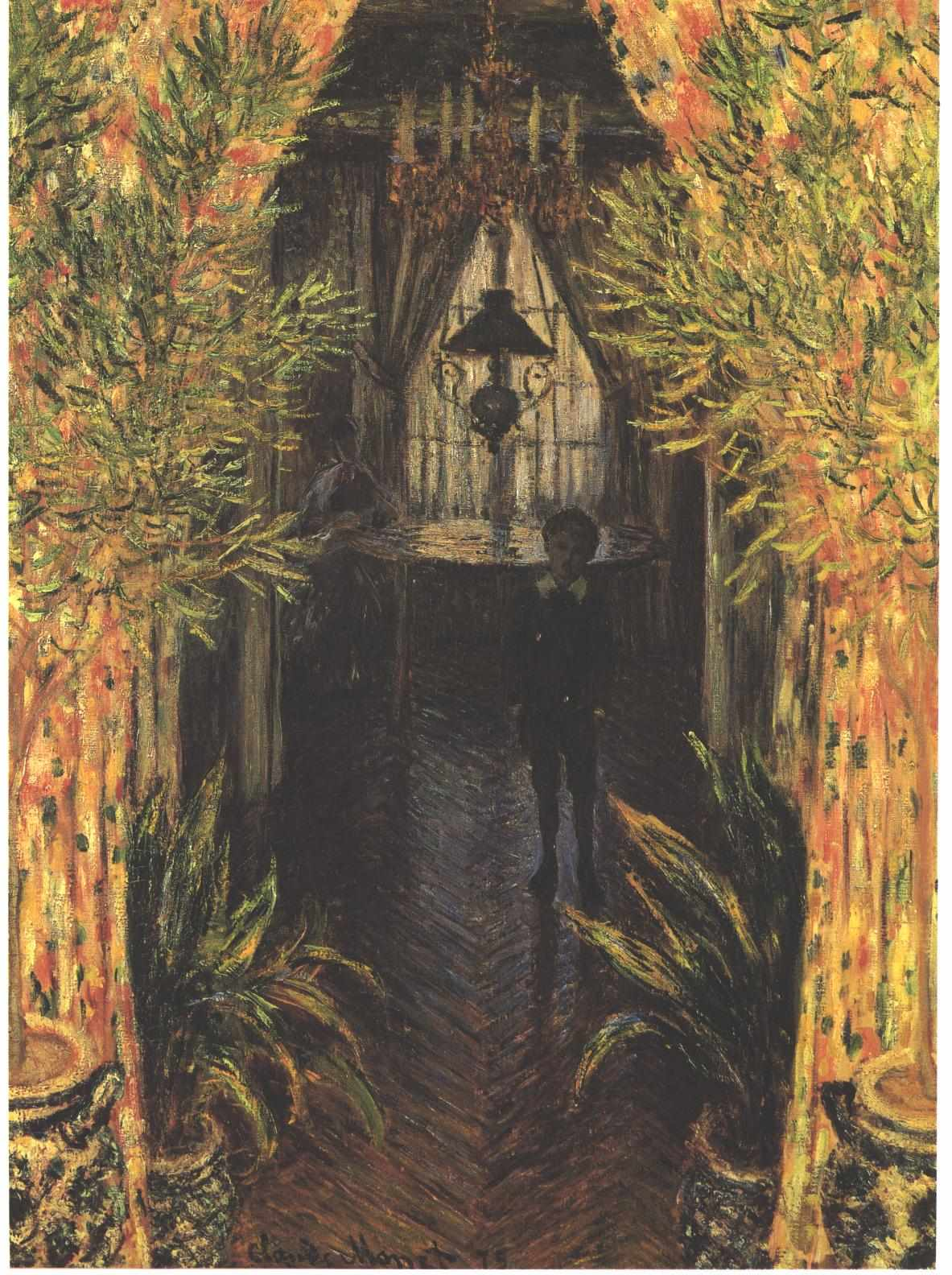
〈화가의 집에 있는 장〉(1875년)
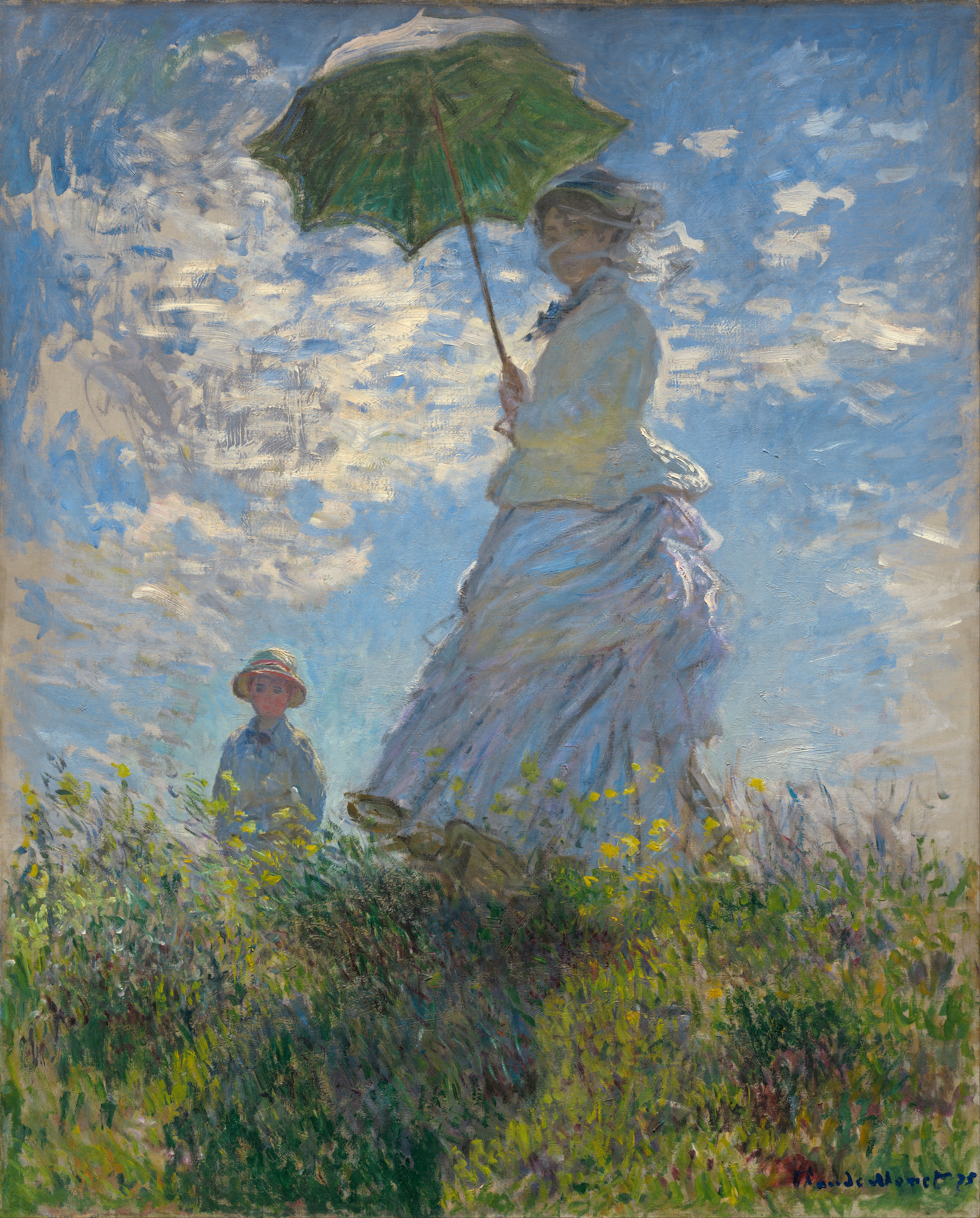
〈파라솔을 든 여인 - 모네 부인과 그 아들〉 (1875년), 내셔널 갤러리 오브 아트 소장

### 다른 예술가들의 그림

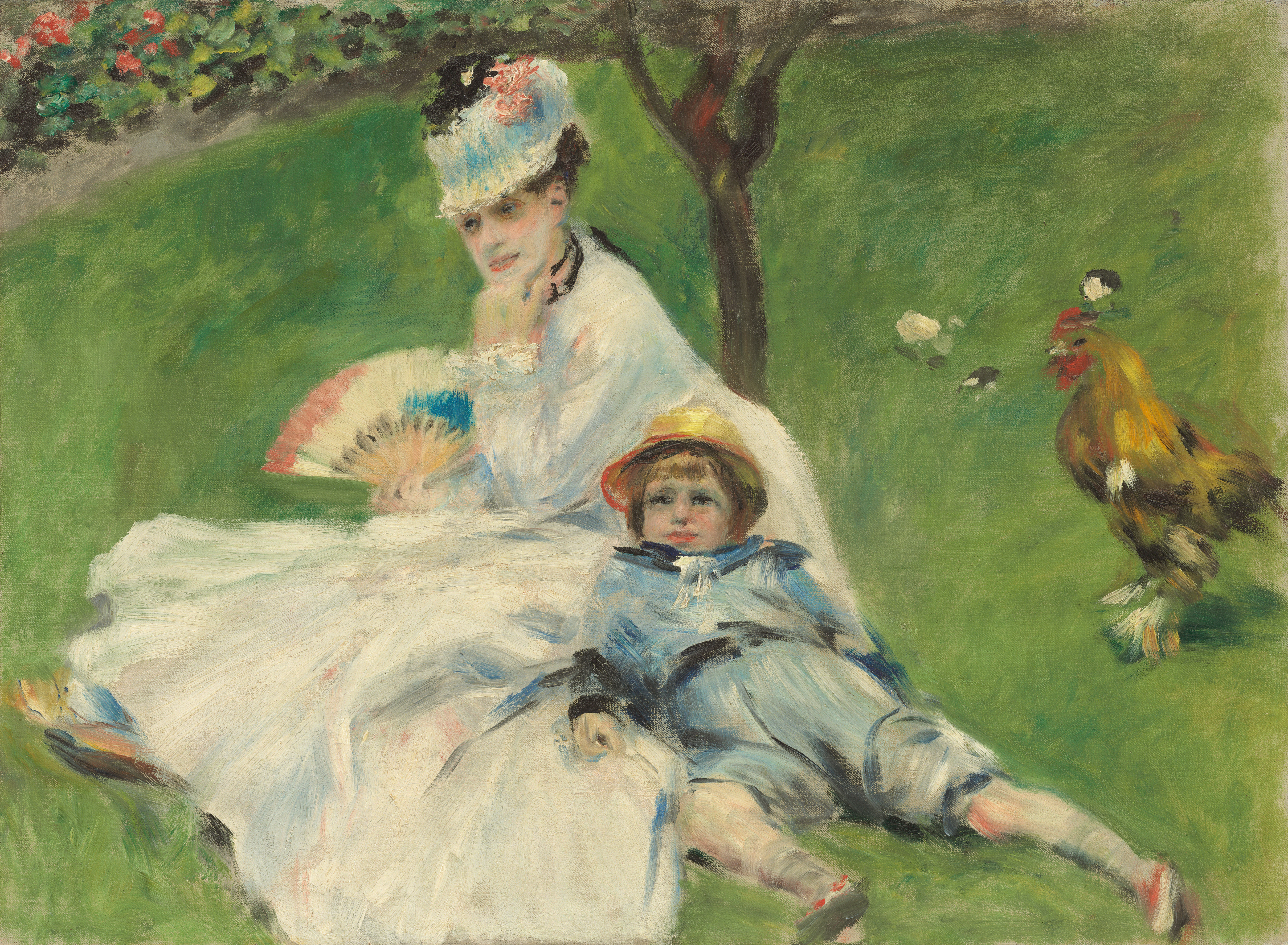
피에르 오귀스트 르누아르,〈모네 부인과 그 아들〉, 내셔널 갤러리 오브 아트 소장
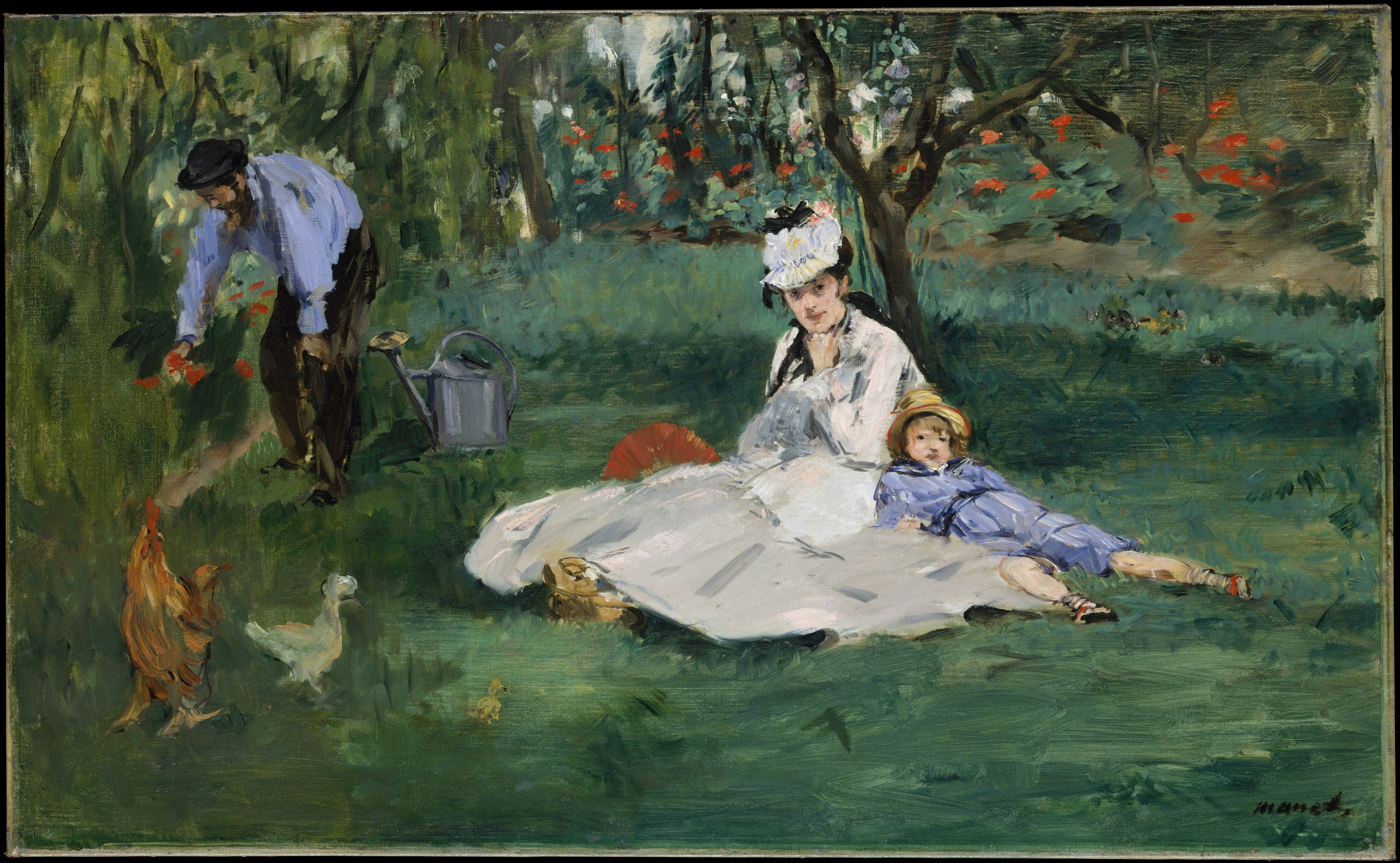
에두아르 마네, 〈아르장퇴유 정원의 모네 가족〉, 메트로폴리탄 미술관 소장

## 참고문헌
1. ↑  Gary Tinterow (1994년 1월 1일). 《Origins of Impressionism》. Metropolitan Museum of Art. 433쪽. ISBN 978-0-87099-717-4.
2. 1 2 3  Mary Mathews Gedo (2010년 9월 30일). 《Monet and His Muse: Camille Monet in the Artist's Life》. University of Chicago Press. 73쪽. ISBN 978-0-226-28480-4.
3. ↑  Mary Mathews Gedo (2010년 9월 30일). 《Monet and His Muse: Camille Monet in the Artist's Life》. University of Chicago Press. 76–77, 83쪽. ISBN 978-0-226-28480-4.
4. 1 2  Mary Mathews Gedo (2010년 9월 30일). 《Monet and His Muse: Camille Monet in the Artist's Life》. University of Chicago Press. 100, 117쪽. ISBN 978-0-226-28480-4.
5. 1 2  “Jean Monet on His Hobby Horse, 1872”. Metropolitan Museum of Art. 2014년 8월 28일에 확인함.
6. 1 2  Ann Waldron (2009년 7월 23일). 《Who Was Claude Monet?》. Penguin Group US. PT73쪽. ISBN 978-1-101-14945-4.
7. ↑  《Monet's Years at Giverny: Beyond Impressionism》. Metropolitan Museum of Art. 1978. 160쪽. ISBN 978-0-87099-174-5.
8. ↑  《Monet's Years at Giverny: Beyond Impressionism》. Metropolitan Museum of Art. 1978. 171쪽. ISBN 978-0-87099-174-5.
9. 1 2 3  Mary Mathews Gedo (2010년 9월 30일). 《Monet and His Muse: Camille Monet in the Artist's Life》. University of Chicago Press. 75쪽. ISBN 978-0-226-28480-4.
10. 1 2 3  List of Monet paintings. 보관됨 2023-06-26 - 웨이백 머신 cmonetgallery.com Retrieved August 28, 2014.